# هیپر لیپیدمی نوع سه
هیپرلیپیدمی نوع سه که دیس بتا لیپوپروتئینمی فامیلی familial dysbetalipoproteinaemia نیز خوانده می‌شود، نوعی اختلال مادرزادی در متابولیسم چربی‌ها می‌باشد.

## علائم بالینی
شامل گزانتوم، گزانتلاسما، آترواسکلروز، تغییر رنگ چینهای کف دست به رنگ نارنجی.

## نقص بیوشیمی
وجود انواعی از ApoE منجر به اشکال در جذب لیپوپروتئین با تراکم متوسط و بقایای لیپوپروتئین‌ها در کبد می‌شود.

## توارث ژنتیکی
اتوزوم مغلوب در نوع ApoE دو، سایر جهشها در دامنه اتصال گیرنده از نوع اتوزوم غالب هستند.

## میزان بروز
یک مورد در هر ۵ هزار تولد زنده.

## روش تشخیص
- سرم: کلسترول و تری گلیسریدها بالا.

## درمان
استفاده از رژیم غذایی و داروهای کاهش دهنده چربیها و درمان سایر
عوامل خطر مانند دیابت قندی.

## آزمون تشخیص قبل از تولد
ندارد.